# Józef Sokolski
Józef Sokolski (bułg. Йосиф Соколски, ur. w Gabrowie w 1786 roku, zm. w Kijowie 30 września 1879 roku) – pierwszy starszy prawosławny duchowny bułgarski, który przeszedł na katolicyzm, stając się tym samym pionierem bułgarskiego Kościoła bizantyjskiego.
Sokolski wynegocjował z Watykanem formalną unię w związku z dominacją Fanariotów nad bułgarskim prawosławiem i zyskał uznanie katolików w 1861 r., kiedy papież Pius IX mianował go arcybiskupem Bułgarów obrządku bizantyjskiego. Został także przyjęty na to stanowisko przez Imperium Osmańskie.